# Уявне число
| ... (повторюється послідовність виділена синім) |
| i−3 = i                                         |
| i−2 = −1                                        |
| i−1 = −i                                        |
| i0 = 1                                          |
| i1 = i                                          |
| i2 = −1                                         |
| i3 = −i                                         |
| i4 = 1                                          |
| i5 = i                                          |
| i6 = −1                                         |
| in = in(mod 4)                                  |

Уявне число — комплексне число, яке можна записати як дійсне число, помножене на уявну одиницю і, визначену властивістю {\displaystyle i^{2}=-1.\ } Квадрат числа b*i дорівнює −b2. Наприклад, 5*і — це уявне число, яке при піднесенні до квадрата дає −25. За винятком 0 (що є як дійсним, так і уявним числом) уявні числа при піднесенні до квадрата дають від'ємні числа.
Якщо уявне число b*i додати до дійсного числа а, то отримаємо комплексне число вигляду а+b*i, де числа а і b називають відповідно дійсною та уявною частинами комплексного числа. Отже, термін «уявне число» означає комплексне число, у якого дійсна частина дорівнює нулю, тобто число виду b*i.
Деякі автори використовують термін «чисто уявне число», аби вказати на уявне число, а термін «уявне число», щоб позначити будь-яке комплексне число, яке не є дійсним (тобто має ненульову уявну частину).

## Історія
Хоча Герона Александрійського вважають першим, хто відкрив ці числа, правила множення комплексних чисел першим записав 1572 року Рафаель Бомбеллі. Проте, слід зазначити, що цю концепцію було опубліковано ще раніше, наприклад, у праці Джироламо Кардано (1501—1576). На той час значення таких чисел було мало зрозумілим, і їх вважали вигаданими та непотрібними, як колись нуль та від'ємні числа. На те, щоб зрозуміти користь від уявних чисел, вченим знадобилось немало часу. Одним них був Рене Декарт (1596—1650), який дослідив уявні числа у своїй праці «Геометрія», де використав термін «уявний» у зневажливому значенні. Користь уявних чисел не була широко визнана до появи робіт Леонарда Ейлера (1707—1783) і Карла Фрідріха Гаусса (1777—1855). Геометричне представлення комплексних чисел як точок на площині вперше описав Каспар Вессель (1745—1818).
У 1843 році ірландський фізик та математик Вільям Ровен Гамільтон (1805—1865) переніс ідею осі уявних чисел на площині до тривимірного простору уявних кватерніонів.
З розвитком теорій фактор-кілець та кілець многочленів концепція уявних чисел ставала все більш значущою, але потім було відкрито інші різновиди уявних чисел, такі як, наприклад, бікомплексне число j, яке при піднесенні до квадрата дає +1. Ця ідея вперше з'явилася у статтях Джеймса Кокла у 1848 році.

## Геометрична інтерпретація

Обертання на 90 градусів у комплексній площині

Геометрично уявні числа містяться на вертикальній осі площини комплексних чисел, тобто на перпендикулярній до осі дійсних чисел. Один зі способів подання уявних чисел — розглянути стандартну числову вісь, значення додатних чисел на якій збільшується при русі праворуч, а від'ємних — ліворуч. Через точку 0 на осі Х проходить вісь Y, значення чисел на якій зростають у напрямку вгору. Тоді «додатні» уявні числа збільшують значення при русі вгору, а «від'ємні» — вниз. Цю вертикальну вісь часто називають «уявною» та позначають {\displaystyle i\mathbb {R} }, {\displaystyle \mathbb {I} } або ℑ.
При такому зображенні, множення на -1 відповідає обертанню на 180 градусів відносно початку координат. Множення на і відповідає обертанню на 90 градусів у «додатному» напрямку (тобто проти годинникової стрілки), а рівняння  i2 = −1 означає, що, якщо зробити два оберти на 90 градусів відносно 0, кінцевим результатом буде один оберт на 180 градусів. Слід звернути увагу на те, що при оберті у «від'ємному» напрямку (тобто за годинниковою стрілкою) результат також задовольняє цьому рівнянню. Це відображає той факт, що й –і є коренем рівняння x2 = −1.

## Операція множення квадратних коренів
Треба бути обережним, перемножуючи квадратні корені від'ємних чисел.
Наприклад, таке міркування не є хибним:
{\displaystyle -1=i^{2}={\sqrt {-1}}{\sqrt {-1}}={\sqrt {(-1)(-1)}}={\sqrt {1}}=1}
Помилка полягає в тому, що правило {\displaystyle {\sqrt {x}}{\sqrt {y}}={\sqrt {xy}}}, де арифметичне значення кореня розглянуто для довільних значень x та y, є дійсним лише в тому випадку, коли x та y відповідним чином обмежені. Не можна поширювати це визначення арифметичного значення кореня на квадратні корені зі всіх комплексних чисел, зберігши правильність законів множення. Отже, вираз {\displaystyle {\sqrt {-1}}} у цьому контексті слід вважати беззмістовним або двозначним виразом, який може набувати значень {\displaystyle i} та {\displaystyle -i}.